# Welyka Sewerynka
Welyka Sewerynka (ukrainisch Велика Северинка; russisch Великая Северинка Welikaja Sewerinka) ist ein Dorf im Zentrum der ukrainischen Oblast Kirowohrad mit etwa 900 Einwohnern.

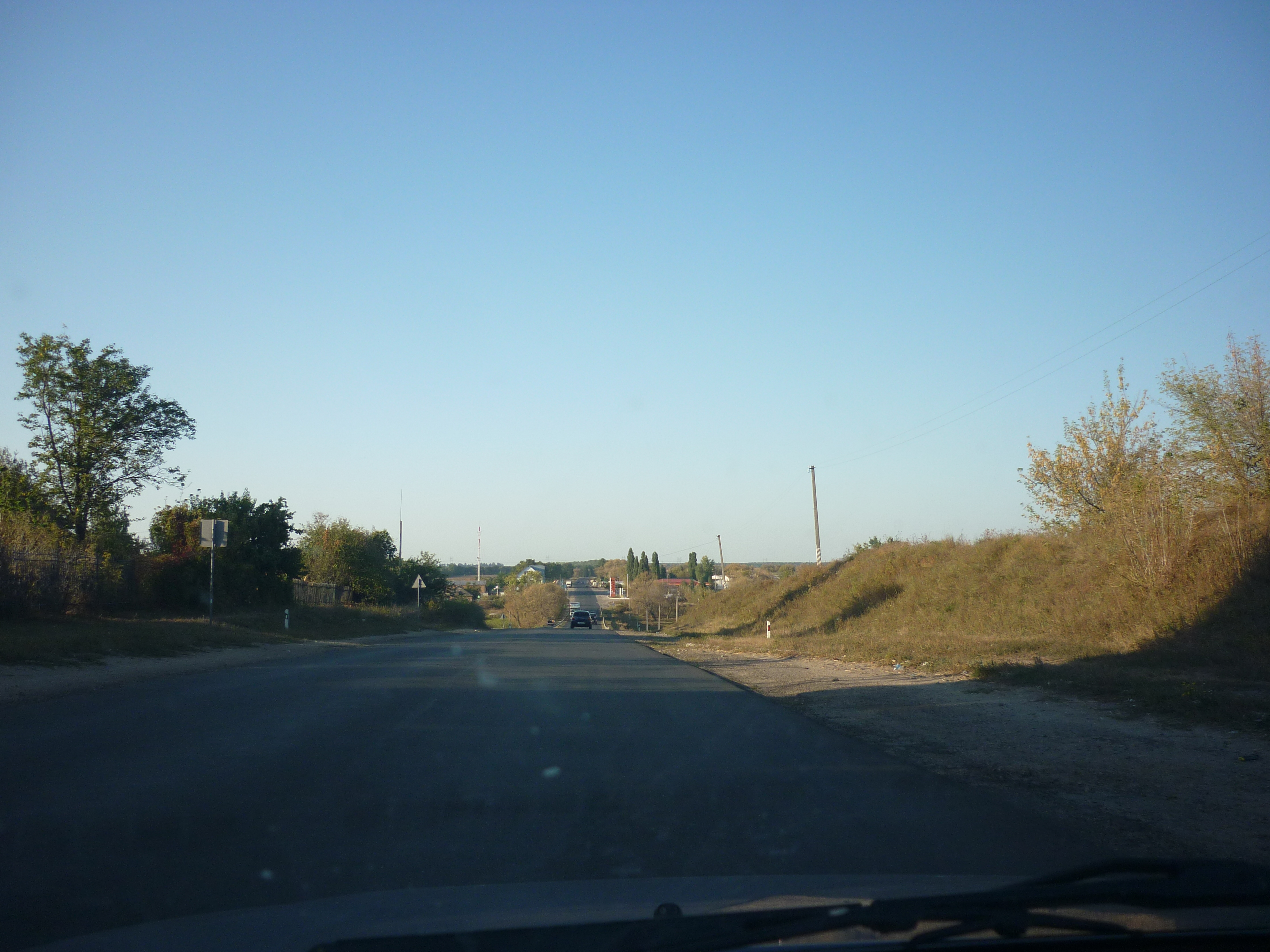
Blick in den Ort

Das Dorf wurde in der 2. Hälfte des 18. Jahrhunderts gegründet und liegt am Ostufer des Inhul, 11 Kilometer nördlich der Rajons- und Oblasthauptstadt Kropywnyzkyj. Die Nationalstraße N 14 führt durch den Ort.

## Verwaltungsgliederung
Am 12. Juni 2020 wurde das Dorf zum Zentrum der neugegründeten Landgemeinde Welyka Sewerynka (Великосеверинівська сільська громада/Welykoseweryniwska silska hromada). Zu dieser zählen die 10 in der untenstehenden Tabelle aufgelisteten Dörfer, bis dahin bildete es zusammen mit den Dörfern Kandaurowe, Losuwatka und Pidhajzi die gleichnamige Landratsgemeinde Welyka Sewerynka (Великосеверинівська сільська рада/Welykoseweryniwska silska rada) im Zentrum des Rajons Kropywnyzkyj.
Folgende Orte sind neben dem Hauptort Welyka Sewerynka Teil der Gemeinde:
| Name                     | Name           | Name                                |
| ukrainisch transkribiert | ukrainisch     | russisch                            |
| ------------------------ | -------------- | ----------------------------------- |
| Androssowe               | Андросове      | Андросово (Androssowo)              |
| Kandaurowe               | Кандаурове     | Кандаурово (Kandaurowo)             |
| Losuwatka                | Лозуватка      | Лозоватка (Losowatka)               |
| Ossytnjaschka            | Оситняжка      | Оситняжка (Ossitnjaschka)           |
| Petrowe                  | Петрове        | Петрово (Petrowo)                   |
| Pidhajzi                 | Підгайці       | Подгайцы (Podgaizy)                 |
| Roschnjatiwka            | Рожнятівка     | Рожнятовка (Roschnjatowka)          |
| Sosoniwka                | Созонівка      | Созоновка (Sosonowka)               |
| Tscherwonyj Kut          | Червоний Кут   | Червоный Кут (Tscherwony Kut)       |
| Wyssoki Bajraky          | Високі Байраки | Высокие Байраки (Wyssokije Bairaki) |